# カミル・クゼラ
カミル・クゼラ（Kamil Kuzera 、1983年3月11日 - ）は、ポーランド・キェルツェ出身の元サッカー選手。ポジションはディフェンダー。現在はエクストラクラサのコロナ・キェルツェの監督を務める。

## タイトル

### 選手時代
ヴィスワ・クラクフ
- エクストラクラサ: 2002-03, 2004-05
- ポーランド・カップ: 2001-02, 2002-03
- ポーランド・リーグカップ: 2000-01

コロナ・キェルツェ
- IIIリガ, グループIV: 2003-04[4]

ヴィジェフ・ウッチ
- IIリガ: 2005-06[5]